# EHF Cup 2009-2010 (pallamano maschile)
La EHF Cup 2009-2010 è stata la 29ª edizione del torneo, la diciassettesima dopo aver cambiato nome e formula.

La formula del torneo prevedeva dei turni di qualificazione disputati mediante la formula dell'eliminazione diretta con incontri di andata e ritorno.

## Ottavi di finale
| Squadra 1              | Squadra 2                | Andata                       | Ritorno                      | Totale  |
| ---------------------- | ------------------------ | ---------------------------- | ---------------------------- | ------- |
| RK Trimo Trebnje       | CAI BM. Aragon           | Trebnje, 13 febbraio 2010    | Saragozza, 20 febbraio 2010  | 58 - 60 |
| RK Trimo Trebnje       | CAI BM. Aragon           | 35 - 26                      | 23 - 34                      | 58 - 60 |
| Frisch Auf Göppingen   | AaB Handbold             | Göppingen, 13 febbraio 2010  | Aalborg, 19 febbraio 2010    | 65 - 60 |
| Frisch Auf Göppingen   | AaB Handbold             | 39 - 30                      | 26 - 30                      | 65 - 60 |
| Kadetten Schaffhausen  | Zarja Kaspija Astrakhan  | Sciaffusa, 14 febbraio 2010  | Astrachan', 21 febbraio 2010 | 65 - 47 |
| Kadetten Schaffhausen  | Zarja Kaspija Astrakhan  | 29 - 21                      | 36 - 26                      | 65 - 47 |
| TBV Lemgo              | Sporting Lisbona         | Lemgo, 13 febbraio 2010      | Lisbona, 20 febbraio 2010    | 58 - 48 |
| TBV Lemgo              | Sporting Lisbona         | 27 - 30                      | 31 - 18                      | 58 - 48 |
| Naturhouse La Rioja    | Haukar                   | Logroño, 20 febbraio 2010    | Logroño, 21 febbraio 2010    | 58 - 47 |
| Naturhouse La Rioja    | Haukar                   | 34 - 24                      | 24 - 23                      | 58 - 47 |
| SG Flensburg-Handewitt | Istres Ouest Provence HB | Flensburgo, 11 febbraio 2010 | Istres, 21 febbraio 2010     | 65 - 54 |
| SG Flensburg-Handewitt | Istres Ouest Provence HB | 34 - 23                      | 31 - 31                      | 65 - 54 |
| Dunkerque HB           | GOG Svendborg            | Dunkerque, 13 febbraio 2010  | Gudme, 20 febbraio 2010      | 20 - 0  |
| Dunkerque HB           | GOG Svendborg            | 10 - 0                       | 10 - 0                       | 20 - 0  |
| Celje Pivovarna Lasko  | TATRAN Presov            | Celje, 13 febbraio 2010      | Prešov, 20 febbraio 2010     | 61 - 57 |
| Celje Pivovarna Lasko  | TATRAN Presov            | 35 - 32                      | 26 - 25                      | 61 - 57 |

## Quarti di finale
| Squadra 1              | Squadra 2             | Andata                    | Ritorno                  | Totale  |
| ---------------------- | --------------------- | ------------------------- | ------------------------ | ------- |
| Frisch Auf Göppingen   | Kadetten Schaffhausen | Göppingen, 27 marzo 2010  | Sciaffusa, 3 aprile 2010 | 57 - 57 |
| Frisch Auf Göppingen   | Kadetten Schaffhausen | 33 - 29                   | 24 - 28                  | 57 - 57 |
| Dunkerque HB           | Naturhouse La Rioja   | Dunkerque, 28 marzo 2010  | Logroño, 4 aprile 2010   | 57 - 63 |
| Dunkerque HB           | Naturhouse La Rioja   | 33 - 33                   | 24 - 30                  | 57 - 63 |
| SG Flensburg-Handewitt | Celje Pivovarna Lasko | Flensburgo, 27 marzo 2010 | Celje, 3 aprile 2010     | 68 - 61 |
| SG Flensburg-Handewitt | Celje Pivovarna Lasko | 33 - 29                   | 35 - 32                  | 68 - 61 |
| TBV Lemgo              | CAI BM. Aragon        | Lemgo, 27 marzo 2010      | Saragozza, 3 aprile 2010 | 61 - 55 |
| TBV Lemgo              | CAI BM. Aragon        | 30 - 23                   | 31 - 32                  | 61 - 55 |

## Semifinali
| Squadra 1              | Squadra 2             | Andata                     | Ritorno                   | Totale  |
| ---------------------- | --------------------- | -------------------------- | ------------------------- | ------- |
| Naturhouse La Rioja    | TBV Lemgo             | Logroño, 25 aprile 2010    | Lemgo, 2 maggio 2010      | 56 - 59 |
| Naturhouse La Rioja    | TBV Lemgo             | 30 - 25                    | 26 - 34                   | 56 - 59 |
| SG Flensburg-Handewitt | Kadetten Schaffhausen | Flensburgo, 24 aprile 2010 | Sciaffusa, 1º maggio 2010 | 52 - 54 |
| SG Flensburg-Handewitt | Kadetten Schaffhausen | 31 - 30                    | 21 - 24                   | 52 - 54 |

## Finali
| Squadra 1 | Squadra 2             | Andata                | Ritorno                   | Totale  |
| --------- | --------------------- | --------------------- | ------------------------- | ------- |
| TBV Lemgo | Kadetten Schaffhausen | Lemgo, 23 maggio 2010 | Sciaffusa, 29 maggio 2010 | 52 - 48 |
| TBV Lemgo | Kadetten Schaffhausen | 24 - 18               | 28 - 30                   | 52 - 48 |

## Campioni
| Vincitore della EHF Cup 2009-2010 |
| --------------------------------- |
| TBV Lemgo 2º titolo               |